# Neoglyphidodon polyacanthus
Neoglyphidodon polyacanthus és una espècie de peix de la família dels pomacèntrids i de l'ordre dels perciformes.

## Morfologia
Els mascles poden assolir els 12 cm de longitud total.

## Distribució geogràfica
Es troba a Austràlia (sud de la Gran Barrera de Corall) i Nova Caledònia.